# 邦芽
邦芽，或譯彬牙、邦牙，歷史上为缅甸彬牙王國的国都，位于阿瓦附近。1313年，梯诃都建立邦芽城，并作为国都。邦芽作为国都持续到1364年。1364年，缅甸北部的掸族入侵，邦芽王朝覆灭。